# سانساك كابلان
سانساك كابلان (بالتركية: Sancak Kaplan)‏ (25 مايو 1982 بأرضروم في تركيا - ) هو لاعب كرة قدم تركي في مركز الدفاع. لعب مع آلتاي إزمير وأضنة سبور ونادي إسطنبول باشاكشهر ونادي قاسم باشا وملطية سبور.

## روابط خارجية
- سانساك كابلان على موقع اتحاد تركيا (لاعب) (الإنجليزية)
- سانساك كابلان على موقع قاعدة بيانات كرة القدم.إي يو (الإنجليزية)
- سانساك كابلان على موقع عالم كرة القدم.نت (الإنجليزية)